# The Real Thing (Faith No More-album)
Az 1989-es The Real Thing a Faith No More harmadik nagylemeze. Ez volt az együttes első lemeze az új énekessel, Mike Pattonnal. Az albumot 1990-ben Grammy-díjra jelölték a "Best Metal Performance" kategóriában, továbbá szerepel az 1001 lemez, amit hallanod kell, mielőtt meghalsz című könyvben.

## Az album dalai
A dalszövegeket Mike Patton írta, kivéve: The Real Thing (Patton, Bill Gould), Surprise! You're Dead! (Patton, Jim Martin) és War Pigs (Geezer Butler)
|     | Cím                    | Szerző(k)                                           | Hossz |
| --- | ---------------------- | --------------------------------------------------- | ----- |
| 1.  | From Out of Nowhere    | Bill Gould, Roddy Bottum                            | 3:21  |
| 2.  | Epic                   | Gould, Jim Martin, Bottum, Mike Bordin              | 4:51  |
| 3.  | Falling to Pieces      | Gould, Bottum, Martin                               | 5:17  |
| 4.  | Surprise! You're Dead! | Martin                                              | 2:25  |
| 5.  | Zombie Eaters          | Martin, Gould, Bordin, Bottum                       | 6:00  |
| 6.  | The Real Thing         | Gould, Bottum                                       | 8:12  |
| 7.  | Underwater Love        | Gould, Bottum                                       | 3:36  |
| 8.  | The Morning After      | Gould, Bottum, Martin                               | 3:40  |
| 9.  | Woodpecker from Mars   | Martin, Bordin                                      | 5:41  |
| 10. | War Pigs               | Geezer Butler, Tony Iommi, Ozzy Osbourne, Bill Ward | 7:42  |
| 11. | Edge of the World      | Gould, Bottum, Bordin                               | 4:10  |

## Közreműködők

### Együttes
- Mike Bordin – dob
- Roddy Bottum – billentyűk
- Bill Gould – basszusgitár
- Jim Martin – gitár
- Mike Patton – ének

### Produkció
- Matt Wallace – producer, hangmérnök
- Jim "Watts" Vereecke – hangmérnökasszisztens
- Craig Doubet – hangmérnökasszisztens
- John Golden – mastering
- Lendon Flanagon – fényképek
- Jeff Price – művészi munka
- Terry Robertson – CD design

## Fordítás
Ez a szócikk részben vagy egészben a The Real Thing (Faith No More album) című angol Wikipédia-szócikk ezen változatának fordításán alapul.  Az eredeti cikk szerkesztőit annak laptörténete sorolja fel. Ez a jelzés csupán a megfogalmazás eredetét és a szerzői jogokat jelzi, nem szolgál a cikkben szereplő információk forrásmegjelöléseként.